# Tobias pulcher
Tobias pulcher är en spindelart som beskrevs av Cândido Firmino de Mello-Leitão 1929. 
Tobias pulcher ingår i släktet Tobias och familjen krabbspindlar. Inga underarter finns listade i Catalogue of Life.